# Li Dongyang
Pour les articles homonymes, voir Li.
Dans ce nom, le nom de famille, Li, précède le nom personnel.
Li Dongyang (chinois simplifié 李东阳 ; chinois traditionnel 李東陽 ; pinyin : Lǐ Dōngyáng ; Wade-Giles Li Tung-yang ; EFEO Li Tong-yang), né en 1447, mort en 1516, est un officiel et lettré de la dynastie Ming.
Membre de l'académie Hanlin, dont il est le lettré du plus haut rang, il est notamment responsable du recrutement des autres membres de cette académie. Il est de fait la principale autorité en matière de goûts littéraires de son temps. Chef de coterie, grâce à son intérêt pour la poésie des dynasties antérieures, il a contribué à orienter le « style de cabinet » (taige ti (zh)), sorte de style littéraire « officiel » pratiqué par les académiciens, dans un sens moins conventionnel auprès de ses collègues plus jeunes. Comme tout lettré de son rang, il est aussi poète et calligraphe.

## Œuvres
- 懷麓堂詩話 (Huailu tang shihua, « Remarques sur la poésie de la salle de Hailu »)

## Traduction
- Paul Demiéville (dir.), Anthologie de la poésie chinoise classique, Paris, Gallimard, « Poésie », 1962 — Li Tong-yang, p. 499-500